# Roger Portal
Roger Antonin Robert Portal (* 6. Mai 1906 in Ambert, Département Puy-de-Dôme; † 30. Dezember 1994 in Mantes-Gassicourt, Département Yvelines)  war ein französischer Osteuropa-Historiker. Er war Professor an der Universität Paris und Direktor des Institut d’études slaves.
Er schrieb Bücher über russische Wirtschafts- und Industriegeschichte (besonders Agrargeschichte der Sowjetunion), eine Biographie Peters des Großen und allgemeine Geschichte Russlands in der Neuzeit und der Slawen.
Er bildete in Paris eine Schule von Russland-Historikern besonders für das 20. Jahrhundert, die in Austausch mit der Sowjetunion standen. Zu seinen Schülern in Paris zählen René Girault (1929–1999), François-Xavier Coquin (* 1931), Marc Ferro (1924–2021), Alain Besançon (1932–2023), Hélène Carrère d’Encausse (1929–2023), Jean-Louis Van Regemorter (1927–1999) und Moshe Lewin (1921–2010).
Roger Portal starb am 30. Dezember 1994 in Mantes-Gassicourt im Alter von 88 Jahren.

## Schriften
- Die Slawen. Von Völkern zu Nationen. Kindlers Kulturgeschichte 1971
  - Französisches Original: Les Slaves. Peuples et Nations, Paris, Armand Colin, 1965
- L’Oural au XVIIIe siècle : Étude d’histoire économique et sociale, Paris, Institut d’Études slaves, 1950.
- La Russie industrielle de 1881 à 1927, Paris, Centre de Documentation Universitaire (CDU), 1956.
- The Industrialization of Russia, in: The Cambridge Economic History of Europe. Bd. 6. Cambridge 1966
- La Russie industrielle de 1880 à 1914, Paris, CDU, 1960.
- Pierre le Grand, Club Français du Livre, 1961
- La Russie de 1894 à 1914, Paris, CDU, 1962.
- Les Nationalités slaves de 1871 à 1939, Paris, CDU, 1962.
- Herausgeber Le Statut des paysans libérés du servage, 1861–1961, recueil d’articles et de documents, Paris, Mouton, 1963.
- L’Empire russe de 1762 à 1855, Paris, Centre de Documentation Universitaire, 1966.
- Histoire des nations slaves, CDU-Sedes, 1970.
- Russes et Ukrainiens, Flammarion, Questions d’histoire, 1970, 1992
- (Herausgeber): Histoire de la Russie. I – Le Déclin du servage, 1796–1855. II – La modernisation inachevée, 1855–1900, Hatier, 1971–1974.
- Herausgeber mit Francois Bédarida Die sozialistischen Parteien Europas: Großbritannien, Rußland, Balkanländer, Ullstein 1975, darin von Portal: Der russische Sozialismus bis zur Revolution von 1917, S. 78–137